# Jacuhasi
A Jacuhasi (magyarul: nyolcpallós híd) két, egyenként hat részből álló paravánkép. Anyaga tus és színek aranyozott papíron. A New York-i Metropolitan Művészeti Múzeum tulajdona. Jelenleg nincs kiállítva.
Ógata Kórin (尾形光琳), japán festőművész alkotta 1711-1714 körül. Kórin munkássága nagy hatással volt számos japán és európai művészre.

## Leírás
A festmény a középkori Mikavában (mai Aicsi tartomány) lévő Jacuhasi elnevezésű helyet ábrázolja. A hely napjainkig a mocsárban gazdagon burjánzó íriszeiről híres. A 10. századi Isze regényének főhőse is jár Jacuhasi területén, szerelme után vágyakozva. Kórint megihlette ez a táj és maga a regény is. Az íriszek témája több munkáján is visszaköszön.   
A paravánokon átívelő híd kopottas, geometrikus ábrázolása szemben a virágok pompájával éles kontrasztot alkot. Ezt a kontrasztot az irodalmi hős magányosságának szimbólumaként is értelmezhetünk. Míg az íriszek szirmait aprólékos, árnyalt kidolgozás, addig a szárakat körvonalak nélküli, lendületes ecsetvonások jellemzik. Ezzel a technikabeli különbséggel a szemlélő figyelme még inkább a szirmokra irányul. Az erőteljes színek kiemelik őket az arany háttérből.
A kép főbb színei: aranysárga (háttér), sötétkék (virágszirmok), smaragdzöld (virágszárak), sötét cserszín (híd pallói), égetett umbrabarna (híd pillérei).

## Ógata Kórin

"Íriszek" című paravánkép részlet (Ógata Kórin)

Ógata Kórin, a rimpa (avagy rinpa) irányzat négy jelentős művésze közé tartozik. Korin 1658-ban Kiotóban született, ahol családja előkelő selyemüzletet vezetett. 30-as évei körül a családi vállalkozás hanyatlásnak indult. Így az eddig gondtalanul élő Kórin kimonóra és egyéb tárgyakra való minták tervezésébe kezdetett, hogy családját támogassa. Divatossá váltak a Kórin-minták, mint például a „Kórin-hullámok”. Keramikus testvérével együtt kerámiamintákat is tervezett. A császári udvartól 1701-ben megkapta a Hokkjó címet.

### Kórin stílusa
Merész kompozíciók és éles színkontrasztok jellemzik. Mesterévé vált a stilizált minták dekoratív megjelenítésének és aprólékos kidolgozásának. Gyakran alkalmazza hátterek színezéséhez az aranyszínt. Jacuhasi kedvelt témája volt a festőnek. A víz, a hidak és a virágok motívumai gyakran visszatérnek paraván képein, ellenzőin és lakk munkáin.

## Hatásai

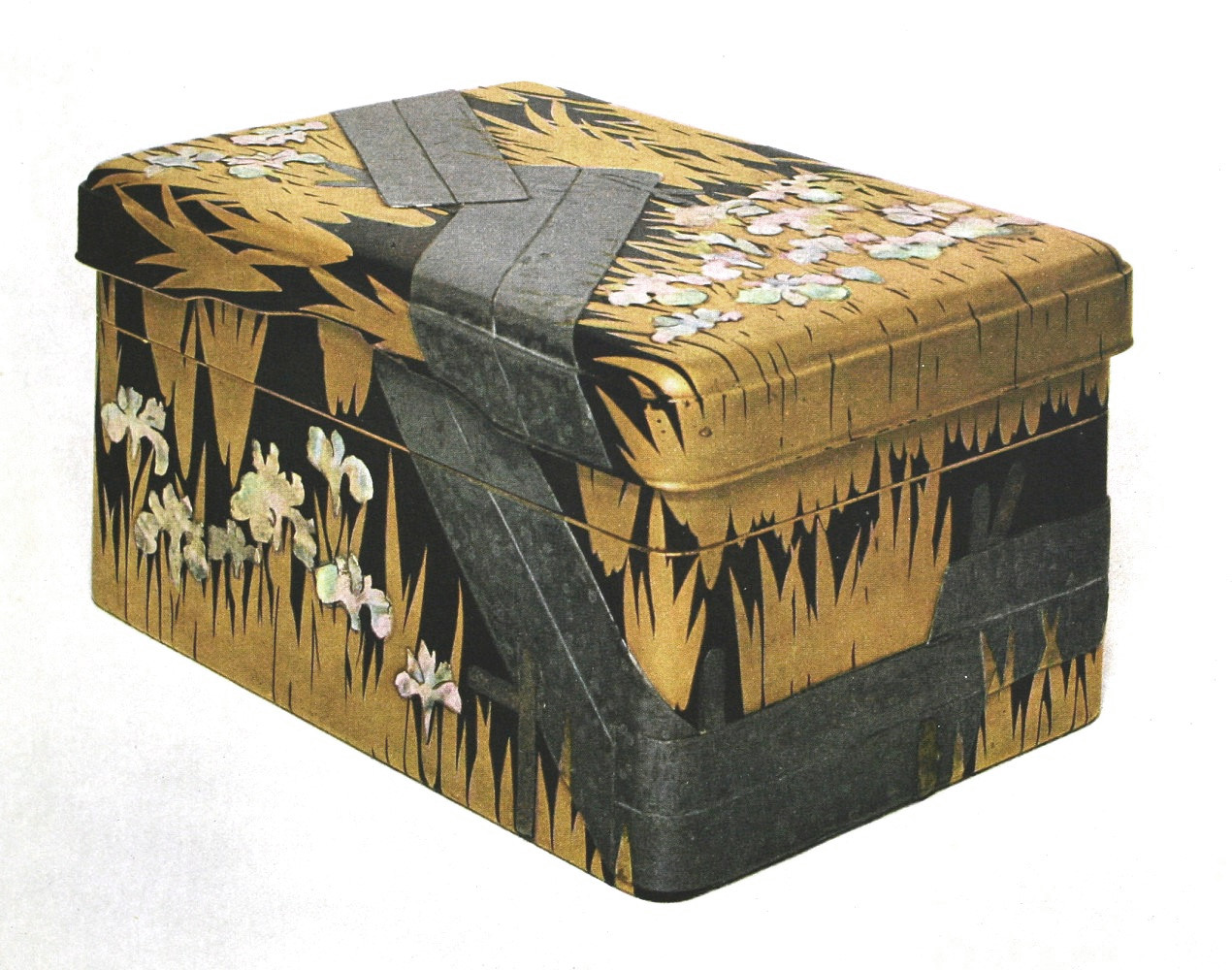
Írószertartó lakk doboz (Ógata Kórin)

A Jacuhasi hídjainak mintájánál Kórin a tusfestészetből már ismert technikát alkalmazott. Ezt nevezzük Tarasikomi-technikának, ahol vízzel hígított szín kerül fel az alaprétegre. Ez a technika később Kórin követői közt is népszerűvé vált. Az európai szecessziós irányzat ikonográfiájára nagy hatást gyakoroltak Kórin paravánképei, ez többek között Gustav Klimt munkáin is megfigyelhető.

### Internetes források
- A RINPA-ISKOLA MŰVÉSZETE (magyar nyelven)
- The Metropolitan Museum of Art - Irises at Yatsuhashi (angol nyelven)